# Луј XVIII
Луј XVIII (фр. Louis Stanislas Xavier, Louis XVIII; 1755 — 1824) краљ Француске 1814—1824. Дуго је живео у емиграцији. После Наполеона покушао да обнови феудализам и апсолутизам (доба бурбонске рестаурације), али углавном није успео.
Био је умерен. Чувао је Наполеоново уређење (управну централизацију, конкордат, кодекс и др.) и дао Француској устав, којим се обезбедило купцима одузето земљиште за револуције. Овај је устав (1814) израђен према енглеском обрасцу. Француска добија палату наследних перова и палату изабраних посланика, одговорно министарство, слободну штампу итд. И за активно и за пасивно право одређен је велики ценз. Луј хтеде остати изнад странака и повери министарство умеренијим ројалистима (Ришеље и Деказ), али против овакога рада усташе ултра-ројалисти. Да пак реакција ојача при крају владе Луја XVIII, доста допринесе убиство сина његовог брата и наследника, херцега Беријскога (1820).

## Прва владавина

### Наполеонов пад с власти
Кад савезници стигоше у Франкфурт, понудише Наполеону да му оставе Француску онакву, каква је била 1800. године, али задржаше за себе право да продуже продирање напред и за време преговарања. Пошто Наполеон нареди да се упише и прикупи 300.000 људи, савезници пустише франкфуртски проглас, у ком је речено: „Силе не ратују с Француском, него са оним истакнутим господарењем, што га је Наполеон имао изван граница свога царства... Оне ујемчавају Француској Царевини такву пространост државне области какву Француска никад није имала под својим краљевима.“ — По том три савезничке војске пређоше Рајну, упадоше у Француску, поразише исцрпљеног и обеснаженог Наполеона и упутише се Паризу, на југу преко Франш-Контеа и Сене, у средини преко Марне, а на северу преко Холандије и Оазе. Наполеон бејаше оставио своју војску растурену по немачким тврђавама, а код себе је имао само још своју гарду, и неколике остатке од војске. Он у њих увуче новопописане војнике и народну гарду, те створи војску с којом је војевао у Француској. За време тога ратовања савезници су му још нудили да преговарају о миру у Шатиљону, и Француској сад остављаху само оне међе од 1792. године. Наполеон бејаше пристао да и то прими, а потом одби. 18. марта 1814. године шатиљонски конгрес буде затворен.
Преко ухваћених тајних депеша савезници дознадоше, да се Париз не може бранити, те се упутише право на град, који се предаде после једне полудневне битке. Француска је била у савезничким рукама. То је био пети и последњи чин те борбе. Кад је она започета, савезници су мислили само да Французе истерају из Немачке; они су само хтели да пониште Наполеонову творевину. Но победа их је довела чак у Француску, и сад су уништавали оно што је Револуција створила.
Савезници, као господари Европе и Француске, узеше на себе да одређују судбину и једној и другој. Они започеше с Француском. Никако више нису хтели Наполеона, а нису ни помишљали да поврате Републику; они су тражили једнога владаоца, који би могао утврдити монархијски облик владавине и уговорити мир са Европом. Три су решења предлагана: — 1., да то буде син Наполеона и Марије Лујзе; али се побојаше да се тим не да сувише утицаја Наполеонову тасту, аустријском цару; — 2., Бернадот, којега руски цар Александар предложи; али ниједна друга сила није хтела ни да чује за то, бојећи се каквога врло пространога савеза између Француске и Русије; — 3., Бурбонци, — али су савезници од доласка у Француску били приметили, да нико више у земљи не мисли на њих; за време од двадестину ратних година њих бејаху заборавили. Међутим, енглеска влада изјави, да она не жели да се Французима намеће ма која влада, и да народ треба да буде властaн, да сам себи изабере господара.

### Долазак на престо
Аустријски министар Метерник, који је већ имао великога утицаја међу европским државницима, заузе се за Бурбонце и радио је да они буду примљени. Он прими њихове изасланике и изради да се реши, да ће се француске области, уколико их савезници буду имали у својим рукама, вратити бурбонским присталицама, ако се изјасне за њих.“ После савезничкога уласка у Париз владаоци решише да на престо поставе Луја XVIII, брата Луја XVI (ројалисти су називали Лујем XVII малога сина Луја XVI, који је умро за револуције), а по савету Таљеранову изјавише „да неће више преговарати о миру ни с Наполеоном ни с било којим  чланом његове породице, да ће поштовати стару Француску, онакву каква је била под својим законитим краљевима, и даће признати и зајемчити устав, који буде француски народ себи прописао.“ Према томе они „позваше Сенат да назначи привремену владу, која би имала да управља земљом и да припреми нов устав.“ Обратише се двама телима, која су већ постојала као законита, Сенату и Законодавном Телу, или боље рећи, члановима тих двеју скупштина, за које се знало да су наклоњени Бурбонцима. Сенат, у ком је од 142 члана било само њих 63, реши да се Наполеон лишава престола и да се народ и војска разрешавају своје заклетве, а постави привремену владу од 5 чланова. Законодавно Тело, у ком је од 303 члана било само 77, потврди то решење. Војска, повучена на југоисточну страну од Париза, прими скупштинска решења, па и сами маршали, који су се налазили око Наполеона у Фонтенеблу, саветовали су му да се одрекне престола.
Тада су Бурбонци могли узети управу у своје руке; савезници их склонише да заведу либералну (слободоумну) владавину, да усвоје оне измене извршене у Француској од 1789. године и да у управи не употребљавају емигранте (т. ј. пређашње исељенике). Луј XVIII имао је бити позван, не на основу свога наследнога права, него на основу устава, који је Сенат саставио. У том је акту речено: „Француски народ, по слободној својој вољи, позива на престо Луја од Француске.“ Сенат је био ставио као услов да убудуће краљ поштује права војске, државни дуг и продају општенародних (државних) добара. После тих изјава, Луј се вратио у Француску, где су га признали за краља Сенат и Законодавно Тело.

### Прва рестаурација
Вративши се наново у своје државе 1814. године, европски владаоци прегоше да ресторирају, то јест, да поново поврате, онакву владавину, каква је била пре Револуције. Неки су се од њих хтели просто вратити уназад: сардински је краљ намеравао да уништи Корнишки пут, пошто је то било дело Французâ; хесенски кнез-бирач хтео је повратити на пређашњи чин све ове официре, који су унапређени за време његова одсуства. — У ствари, пак, повраћене владе задржаше нешто од оних поправака које су извршене за време Револуције: слободу земљорадње и индустрије, јединство закона, уређену администрацију, и уопште све оно, што је већ било започето под просвећеним деспотизмом и што није умањивало државну власт. Али оне поставише начело да је Револуција била један противзаконити, злочиначки напад и да треба поново вратити неограничену монархију. Луј XVIII називао је Наполеона отмичарем и 1815. годину рачунао је као двадесетпрву годину своје владе.
То враћање на неограничену монархију назива се Ресторација. Од тада су у Европи била два супротна гледишта за схватање владавине, — једно је била теорија апсолутистичка (то јест присталица неограничене владе), а друго уставна, у свакој су земљи биле по две противне странке, једна странка неограничене, а друга странка уставне владавине (која се назива либерална, т. ј. слободоумна). Разлика између њих није у облику владавине, јер ни уставна странка не претпоставља републику монархији, него се оне разликују у самом начелу о власти.
Теорија о апсолутизму (неограниченој владавини) без мало је исто што и стара теорија о божанском праву (droit divin). — Сам краљ има сву власт у земљи; Бог ју је поверио његовој породици, с тим да се она преноси са оца на сина. Краљ своја права црпи из вере и наслеђених предања (традиција), а није их добио од својих поданика; стога није дужан да им полаже никакве рачуне. Он управља онако како мисли да је добро, по својој савести; он се не мора строго придржавати никаквога прописа. Сва власт потиче од њега; он има права не само да управља, него и да прописује законе и да удара порез. У неким су државама поданици сачували обичај да бирају своје представнике, који се скупљају у скупштину. Владаоци обично гледају да управљају споразумно с том скупштином. Но ако се владалац и посланици не могу сложити, онда посланици морају попустити, јер суверенитет (највиша власт) не припада народу него владаоцу.
Апсолутисти не признају да краљ може примити какву обавезу наспрам својих поданика, а тако исто одбацују и сваки писан устав; опи не признају другога прописа осем предања и краљеве воље. Мислећи, да вера улива поштовање према владаоцу, то они хоће да вера буде обавезна и да цркви сачувају политичку власт (то се звало „савез између престола и олтара"). — Пошто сумњају у новине, које могу критиковати владина дела, то они хоће да се новине држе под сталним надзором; они су обично присталице цензуре, која прегледа све чланке, пре него што се пусте у јавност.
Апсолутистичку су странку у свима земљама сачињавали дворски људи и државни чиновници, — а имала је уза се и највећи део племства, свештенства и сељака. Њом је владало осећање поштовања наспрам прошлости и љубав према реду.
Уставна теорија полази од начела о народном суверенитету; то је готово она иста теорија о енглеској парламентарној владавини. Она признаје право краљу да влада, али он влада само по пристанку народа и на основу некога уговора (contrat). Он нема права ни да прописује законе, нити да скупља порез, ни да бира себи министре само по својој вољи; он може владати само у споразуму са скупштином, која представља народ; а ако искрсне сукоб између краља и народа, краљева је дужност да се покори, јер је народ суверен (носилац највише власти).
Да би се зајемчила народна права, саставља се писан устав (конституција) који постаје основни закон земаљски; краљ и његови министри морају се обвезати да ће се њега придржавати, а ако од тога одступе, народ има права да им стане на пут, и министри су одговорни. Како је приказивање свету злоупотреба власти најпоузданије средство да се оне спрече, то уставна странка тражи слободу говора, писања и зборова. Исто тако она тражи и слободу вероисповести, па чак и равноправност за све вероисповести.
Уставна је странка добивала своје присталице поглавито у градовима; она је обухватала грађане, раднике, правозналце и писце. Њена је лозинка била напредак и слобода.
Одмах по Ресторацији отпоче борба између те две странке. Она се тицала поглавито два питања:
1., Либерали су захтевали од својих влада, да издаду писан устав, те да тако утврде права поданика, а владе не пристајаху да приме ма какву обавезу, која би била противна владаочеву праву и достојанству.
2., Либерали су захтевали слободу штампе, а владе не пристајаху на то да допусте, да се пуштају на јавност субверзивни (превратни) списи (који су нападали друштвено или државно уређење) и задржаше цензуру.
Године 1815. апсолутисти су били на власти готово у свима европским државама. Они пред судовима оптуживаху писце из опозиције, забрањиваху књиге и стране новине и наређиваху да се бацају у тамницу они који би их читали. У Немачкој се владе поплашише од ученичких удружења, и Карлсбадски се Конгрес састаде нарочито за то, да растури Burschenschaft, да на универзитетима заведе надзорнике и да ученицима забрани удруживање и скупове; многи ученици бише затворени по тврђавама. — Либерали су са своје стране састављали тајна друштва и покушавали да заверама или побунама оборе владу, или да је приморају да дâ Устав.

### Устав из 1814. године
Бурбонци, враћајући се да владају Француском 1814. године, бејаху обећали да ће поштовати оне установе из доба Револуције и Царства. У друштво се није дирало и оно остаде демократско; Французи су имали бити једнаки пред законом и могли су ступати у све врсте службе; старе повластице остадоше укинуте, народна добра остадоше у рукама нових власника. У администрацију се није дирало, и она остаде онако усредсређена на једном месту; све врсте државне службе: финансије, правосуђе, управа, полиција, војска, па и сама подела на округе (департмане) све то остаде онако, како га је Револуција створила; творевине Наполеонове: Зборник закона, Почасна Легија, Банка, Универзитет бише задржани. Становништво се било побунило против Царства, вичући: „Доле с пописом војника и са сједињеним, посредним порезима!" И морало се објавити да се укидају те две омрзнуте установе, а на њихово место заведе се регрутовање и посредне дажбине (contributions indirectes).
Тако је Француска од 1814. године имала друштвено и административно уређење које после тога није мењано, и које је поставило чврсту основицу францускога живота. Али она још није имала правилнога управнога механизма као Енглеска; ваљало је да утврди законе, по којима би власт била подељена, да изда конституцију (Устав), како се тада говорило, и да се постара да се та конституција уведе у живот. На то је она утрошила шесет година (1814—1875),
Први је Устав из 1814. године. Савезни владари и француски државници, који су били непријатељи Наполеонова апсолутизма, дивили су се енглеској парламентарној владавини, која им је изгледала најслободоумнија од свих владавина, и саветовали су Лују XVIII, да такву владавину заведе и у Француској. Сенат чак и припреми један устав (конституцију), у којем се истицало начело народнога суверенитета: „Француски народ слободно позива на престо Луја Станислава Ксавија, брата последњега краља. Краљ ће бити дужан, да се закуне и да потпише народом усвојени устав, пре него што буде прокламован за краља."
Нови краљ не хтеде потврдити тај устав; он је хтео да најпре ступи на престо, и тек пошто је признат за краља, он нареди да се изради један нов акт. Он намерно није хтео употребити назив конституција (устав), него опет узе средњевековни назив уставна повеља (Charte constitutionnelle); он се сам назва Луј XVIII по милости Божјој краљ Француске, повељу датира двадесет првом годином своје владе и употреби израз: faisons octroi at concession (тј. добровољно дајемо и уступамо). Све су те формалности биле изабране, да покажу да у краљевим очима ниједна од пређашњих влада у Француској, после смрти Луја XVI, није била законита; да је прави господар био његов синовац Луј XVII, а после његове смрти он сам; да му власт долази по божанском праву наследно, и да је то апсолутно право, које само он има права ограничавати каквим писаним актом, чисто по својој вољи. То је значило, да у Француској суверенитет (највиша власт) припада краљу а не народу. Отуда, после и незадовољство слободоумних људи (либерала).
Али под тим облицима апсолутизма уставом од 1814. год. уводила се уставна владавина: он је пресађивао у Француску енглеске политичке обичаје, и то онакве, како су их примењивали торијевци. Управа је била подељена између три власти: краља и два скупштинска дома. Краљ је имао извршну власт, он је постављао и отпуштао министре, и имао је права да распусти скупштину. Министри су били одговорни. Горњи Дом је био састављен из перова, које краљ поставља, а који су потом постајали наследни као енглески лордови; он је усвајао законе. — Доњи Дом се попуњавао бирањем; он је примао законе и буџете. Перови и народни посланици нису добивали никакву плату. Штампа је била слободна као и у Енглеској. То је био енглески облик владавине, копиран до ситница тачно (престона беседа, скупштинска адреса, одбори итд.).
Уставом нису била решена два практична питања, која су морала бити законима уређена: — 1., како ће се бирати чланови народне скупштине; — 2., како ће бити уређена слобода штампе. — Будући ти закони нису били унесени у Устав, то су они у свако доба могли доћи на дневни ред за претресање.
Па и сам енглески систем, у доба кад је служио за образац, још није био потпуно одређен у једном питању: — каква су краљева права наспрам скупштине; и је ли он био обавезан да узима министре из скупштинске већине. —Питање још није било решено ни у Енглеској, а још мање у Француској.
Тако су од 1814. до 1835. године изборни закон, закон о штампи и питање о краљевској власти били пространа парламентарна попришта.
За уређење изборнога система и штампе француски су се државници угледали на Енглеску, као што су се угледали и за Устав.
Није било у питању да ли да се свима Французима да право бирања својих посланика, јер је Револуција већ била створила бојазан од општега права гласања; једно тако опасно право, као што је право бирања народних представника, требало је да буде поверено само малом броју одабраних људи. Није се сумњало ни о том, на којој би се основи то одабирање вршило; узело се у обзир богатство као и у Енглеској, с тим да се оно одређује по непосредном порезу; цензус (т. ј. порез, све до 1848. год.) је био мерило, по ком се одређивало бирачко право, и једини су бирачи били они који плаћају одређену количину пореза (цензитари). Године 1814. одреди се врло велики цензус: требало је да ко плаћа 300 динара непосреднога пореза, па да има бирачко право, а 1000 динара, па да може бити и изабран. Бирачи су се скупљали у окружном или среском граду.
На тај се начин у Француску пресади енглеско политичко уређење. Но нису се могле пресадити и енглеске навике, те се ту странке уредише сасвим друкчије него у Енглеској. Француски посланици, који су се теже могли дисциплиновати, не хтедоше се саставити у две странке, него се прикупише у више малих група, и те групе постадоше у Француској оно што бејаху странке у Енглеској, тег који влада јавним животом. Како је свака група имала своју политику, које се држала и хтела имати власт, то је и енглески систем клапуцања био неупотребљив, осем ако једна група сама за себе има већину. Није се знало где да се нађе вођ већине, да састави министарство. Једно се министарство могло држати само тако, ако ради да га у исти мах подржава више група; па чак му ни ти компромиси (споразуми) нису потпуно обезбеђивали опстанак, јер су се све групе, које су изван власти, могле удружити (образовати коалицију) и гласајући све против њега учинити, да то министарство мора пасти. То је за министре било јак мамац да поткупљују или застрашују бираче, те да тако учине да им се изабере поуздана већина. Од туд је у Француској влада увек, и много више него у Енглеској, вршила изборни притисак, а и имала је више средстава да га врши, пошто су од Наполеонова времена сву власт у областима имали многобројни чиновници, који су зависили од министара.
Парламентарном облику владавине биле су потребне и странке довољно умерене, да би поштовале она основна права и обичаје, што сачињавају Устав. Изгледало је 1814. године, да ће сви примити нови устав; он је изгледао врло слободоуман, кад се упореди с Наполеоновим владавине, а Бурбонци су били „неоспорна породица", која доноси толико жељени мир. Управно особље није измењено, Луј XVIII задржа Напополеонове министре, 84 сенатора и целу скупштину; изгледало је да ће се нова Француска измирити са старом Француском под парламентарном владавином.
Неумешност Бурбонаца и Наполеонов повратак учинише да измирење постане немогућно. Не дирајући ни у једну од нових установа, Бурбонци допустише својим пријатељима, пређашњим емигрантима, да тако говоре како ће вређати или плашити све људе, којима је ишло у рачун да се задржи дотадашње стање, купце народних добара, племиће из доба Царства, чиновнике, официре, сељаке итд. Нарочито је војска разљућена: официри зато, што им је плата у пола смањена, а војници стога, што им је одузета тробојна застава, замењена белом.
Ето због тога, чим се Наполеон поврати у Француску, он је већ имао уза се војску и сељаке и парламентарна владавина, заснована тим уставом, сруши се. Да би добио у помоћ и републиканце, Наполеон заведе уставну владавину, коју изнесе пред народ, да је он одобри општим гласањем. После битке код Ватерла паде и тај облик владавине, и устав буде поново враћен. Али тај преврат од Сто Дана оставио је трагове, који се нису могли изгладити. Раздражени роајалисти (краљеве присталице) стадоше гонити људе, који су се били придружили Наполеону, и премишљали су да униште оно, што је Револуција створила. Присталице нових установа, из мржње према роајалистима, сви — империјалисти и републиканци — прикупише се уједно око тробојне заставе. Наполеон, којега су републиканци мрзели као тиранина, сматран је сад као бранилац Револуције против Бурбонаца, који хоћаху повратити стари облик владавине.
Тако у Француској постадоше две странке с претераним тежњама (екстремне): ултра-роајалисти (то јест непомирљиве присталице краљевске власти, назване ultras), који су говорили да поврате стари облик владавине, неограничену краљевску власт и повластице племства и свештенства, и републиканци-бонапартисти (називали су се странка либерална), који су желели пад Бурбонаца. Ниједна од тих двеју странака није поштовала онај устав од 1814. год.: либерали су били револуционарна странка, која није захтевала, као оно виговци, само слободоумне поправке, него је била готова да обори и монархију, која је уставом заснована; — ултра су били странка реакционарна (назадњачка), јер се она није ограничавала само на то да одбија измене, као торијевци, него је хтела да се поврати на један већ уништени облик владавине, а он се није могао повратити без револуције.
Између те две странке, које су биле непријатељски расположене према Уставу, створише се две уставне групе: умерени роајалисти (десница, droite), који су били за одржање тадашњега стања, као и торијевци, и либерални роајалисти. (доктринари), који су хтели владавину уређену по енглеском начину.

### Измирење са Европом
Нова влада је уговарала мир; она најпре потписа уговор о примирју (француска војска мораде напустити сва утврђења која је још држала), а по том и Уговор о миру. Савезници су захтевали само то, да се Француска поврати у границе од 1792. године (допустише и нека увећања); нису тражили никакву ратну одштету (чак не хтедоше наредити ни да се исплати 169 милиона дуга Пруској); они шта више оставише у француским музејима и она уметничка дела, што их Наполеон бејаше однео из покорених земаља. Они су хтели избећи понижавање Француза, и изјавише, да се „силе одричу целокупне суме коју би могле захтевати, само да би тако доказале, да заиста желе да се изгладе сви трагови оних несрећних времена“. Савезници не хтедоше оставити посаду у Француској и чим Луј обнародова нови устав, они изиђоше из Париза и напустише Француску краљевину.

## Наполеонова владавина од сто дана
Када су савезници оборили Наполеона, искупе се на Конгресу у Бечу (1814), да реше политичка питања, која су изазвана новим стањем, али Конгрес није још био ни довршио свој заплетени посао, а Наполеон се врати у Француску и поново заузе престо. У туђини Бурбонци и емигранти ништа нису заборавили и ничему се нису научили. Они су хтели повратити стари поредак, што веома раздражи народ. Наполеон сазна за ово и јави се у Француској (у марту 1815), а народ га дочека као спасиоца револуциских тековина. Луј XVIII посла против Наполеона маршала Неја, али он пређе на страну свога пређашњега господара, и Наполеон уђе у Париз уз величанствено клицање народно. Обећав Французима веће слободе и сагласив се на нов устав, Наполеон се реши да спречи савезнике у послу и крене на Белгију. Овде се већ скупљала енглеска и пруска војска под војсковођама Велингтоном и Блихером.
Чим се у Бечу дознаде о Наполеонову повратку, европске владе објавише „да се Наполеон Бонапарта ставио изван грађанских и друштвених веза, и да се, као непријатељ и нарушилац светскога мира, изложио гоњењу и казни у име друштвене правде“. Ни једнога тренутка нису они мислили на преговарање с њим. Војске им још не бејаху распуштене, и они их с места упутише на Француску, те је поплавише са свих страна.
Наполеон прво потуче Прусе, па потом нападне Енглезе код Ватерлоа, али Велингтону стигне у помоћ Блихер, и битка се сврши потпуним поразом Наполеоновим (18. јуна 1815). Ускоро се затим савезничка војска по други пут јави пред Паризом. Овога пута Наполеон би послат на острво Св. Јелену, где оста до смрти (1821). Тако се сврши ова Наполеонова влада од сто дана.

## Бечки конгрес

### Почетак Бечког конгреса
После Наполеонова пораза савезници су сматрали, да је раскинут онај уговор од 1814. године. Пошто Бурбонци нису били довољно јаки, да одрже своју власт, то савезници решише да Француској наметну пеке обавезе и терете, који ће је држати у зависности наспрам њих. Они се сложише да траже знатну ратну накнаду, да нареде да се уметничка дела врате оним земљама, из којих их је Наполеон упљачкао, да оставе војску у посадама и да о трошку Француске подигну тврђаве у граничним земљама. По том изделише међу собом француску земљу, и свака сила доби за себе области у које посла своју војску, да се настани и живи на рачун тамошњих становника. Та је окупација трајала две године, док није исплаћена ратна оштета.
После послова у Француској савезници су имали да уређују ствари у Европи. Они одредише себи састанак у Бечу, где се одржа један општи конгрес. Ту дођоше представници свих држава (90 из држава независних, а 53 од владалаца, који су били зависни од других). После толикогодишњега ратовања тај је скуп дипломата био прилика за свечаности и церемоније; аустријска је влада била одредила нарочити дворски одбор са задатком да се стара о том, да бављење у Бечу учини што је могућно пријатнијим.
Требало је да се конгрес отвори 30. маја 1814, по том 1. октобра, па онда 1. новембра; но у ствари он никако није ни отваран. Савезници нису хтели допустити да европске ствари претресају мале државице; они су хтели да питања расправе сами међу собом, а тај су рад имали да сврше два одбора; по том би они имали да изнесу пред конгрес сасвим готова решења, која би конгрес имао само да потврди. Представник Француске, Таљеран, уложи протест против таквога поступања и против израза савезници (који је имао смисла само за време рата) и постиже то, да буде објављено да ће формално отварање бити извршено 1. новембра „саобразно с начелима о државном праву.“ Пруски су изасланици били противни томе; Харденберг, стојећи с песницама на столу, викну: „Не, господо, државно је право бескорисно. Зашто да се каже да ми радимо па основу државнога права? То се само по себи разуме.“ Таљеран одговори: „Ако се то само по себи разуме, а да се и не каже, оно ће се још боље разумети, кад се каже.“ Хумболт викне: „Шта ту чини државно право?“ — „Чини то што сте ви ту“, — одговори Таљеран. И он је писао Лују XVIII: „Тврди се да смо и ми однели једну победу, што смо учинили да се унесе израз државно право. То мишљење треба да вам да мерило за оцењивање духа који конгрес одушевљава.“

### Начин рада Бечког конгреса
То је била победа само по облику. Начела државнога права никад нису у Европи била чврста, а последњи су их ратови били сасвим поколебали. Таљеран је, у име Луја XVIII, изјављивао да „неће никако признати да само освојење даје суверенитет“ (то јест право господарења); али ни он сам, у време Наполеоново, није употребљавао другога права осем права завојевања. Кад је пак Француска престала бити освајачка држава, он је тада покушавао да се поврати старом обичају; он је говорио да свака земља по праву припада господару законитом, то јест наследном, и да треба дакле свакој владалачкој породици вратити оно што је раније било њено. Али савезници, поставши сад освајачима, бејаху изгубили оно поштовање законитих права; старо начело бејаше уништено, а никакво га ново још не бејаше заменило. Ниједан државник не би хтео да се сами становници питају о њиховој судбини; то је био револуционарни начин поступања, а тада се радило да се утру трагови Револуције.
Остајало је дакле још само једно једино правило, а то је воља савезника; то је оно што је руски цар називао „угодностима Европе“. Таљеран једном оде, да га пита шта намерава, а он му одговори: „Треба да сваки у том нађе своје угодности“. — А Таљеран дода: „И сваки своја права“.— „ Ја ћу задржати оно што имам у рукама“. — „Ваше ће Величанство хтети задржати за себе само оно што је законито (по праву) његово.... Ја на прво место стављам право, па онда угодности“. — „Право је оно, што Европи буде угодно“, рече Александар.
У ствари конгрес се не отвори; питања су решавале комисије, састављене само од представника великих држава, час од представника пет великих сила (четири савезнице и Француске), а час опет осам (осем савезница и Француске још и Шведске Шпаније и Португалије). Остале владе нису питане за мишљење. Области бише издељене између владалаца с обзиром на богатство земље и на број душа, али без обзира на угодности становништва. — Одлуке, што их комисије донеше, бише исписане у виду посебних уговора између разних сила; по том сви ти уговори бише састављени у један општи зборник, који би назван Acte final du Congrés de Vienne (Завршни рад Бечкога Конгреса).

### Рушење Наполеоновог дела
Наполеон је господарио целом Европом и све је по њој испретурао. Савезници су му је били преотели, али нити су је могли нити пак хтели повратити онакву, каква је била 1800. године, него решише да је из нова преправе. 30. маја, пре него што ће напустити Париз, они су се сагласили, по једном тајном уговору, да Француску држе удаљену и да сами између себе, а према извесним општим одредбама, одређују судбину оних земаља, што су одузете од Француске. Те су земље биле Белгија и лева обала реке Рајне,(Француској је била остављена Савоја и грофовина Ница) Холандија, Швајцарска, Немачка, Италија и Велико Војводство Варшавско. Савезници су најпре решавали питања у којима су се слагали.
Холандија буде враћена Оранијевској породици, и буде састављена с Белгијом, да сачињавају краљевину Холандију (Низоземску). — Швајцарска опет постаде један савез (конфедерација) и доби три нова кантона, Женеву, Вале и Невшател. — Лева обала Рајне буде одређена, да се употреби на накнаде немачким кнезовима. У Шпанији и Португалији пређашњи господари бејаху већ повраћени. — У Италији све буде враћено, као што је било и пре Револуције, привремено буде остављен Мират као краљ неапољски, да га тим награде што је напустио Наполеона. Али он не буде званично признат; и 1815. године неапољски Вурбонци бише враћени на престо. А Мират, пошто покуша да се врати буде ухваћен и стрељан, изузимајући две републике, Ђенову и Млетке; ђеновска буде дата сардинском краљу као накнада, а млетачка остаде Аустрији — Шведски краљ у накнаду за Финску доби Норвешку, која се одузе од Наполеонова савезника, данскога краља.
Три питања, на којима се силе не могоше сложити, буду остављена за другу прилику, (пошто им се ту интереси сукобљаваху). То су: 1., Уређење Немачке (Пруска је хтела да се обнови царство, а Аустрија је волела да остане савез); — 2., Давање накнаде Пруској (Пруска је хтела присвојити краљевину Саксонску, Аустрија није хтела имати Пруску на чешкој граници, а и други су се савезници бојали да Пруску учине у Немачкој сувише јаком) и 3., Велика Војводина Варшавска (Александар ју је хтео задржати и створити од ње пољску краљевину, а Енглеска и Аустрија не пристајаху, да се цар толико пружа унапред у Европу). Та су три питања претресана у Бечу и Таљеран се користи неслогом, те изради, да Француска опет уђе у европски „концерат“; он се изјасни против предлога да се Саксонска одузме „законитом“ краљу. Пруска се наслањаше на Русију, а Александар је допуштао да се Саксонска узме, да би тако и он добио Пољску. Таљеран се сложи са Енглеском и Аустријом, Француска буде примљена у комисију, и све три уговорише савез за одбрану. Таљеран је писао Лују XVIII: „Сад је, Сире, коалиција занавек растурена; Француска није више усамљена у Европи“. Говорило се чак и о рату. По том се поврати слога: Александар доби Пољску, а напусти Пруску, која не доби ништа од онога што је тражила. Не пристаде се на то да се збаци саксонски краљ. Пруси предлагаху да му се у замену за његове земље да нова краљевина, која би се створила на левој обали Рајне; тада су пруски државници желели да избегну непосредну близину француске границе. За Француску је изгледало корисно, да између ње и Пруске буде каква слаба државица под управом савезнога владаоца, али ипак Таљеран одби такво изравњање, као противно законитости и опасно за немачку равнотежу. Најзад Пруси пристадоше да приме накнаду састављену из четири комада: северну Саксонску са 782.000 душа, 810.000 душа у Пољској, 829.000 у северној Немачкој и 1.044.000 на левој обали реке Рајне. На тај се начин Пруска нашла, а против своје воље, наслоњена на француску границу и оптерећена дужношћу да брани Рајну.
У Немачкој, родољуби, који су живо радили на „рату за ослобођење“ од Наполеона, желели су да се поврати старо германско (немачко) царство; пруски су државници предлагали да се за императора узме аустријски цар, па би две велике државе, Пруска на северу и Аустрија на југу саставиле један Директорат (управно веће) који би управљао Немачком. Аустријски цар не хтеде по ново узимати назив немачкога императора, а није желео да ступа у једну заједничку владу, где би морао делити власт с Пруском. Мали владаоци осталих немачких државица нарочито су гледали да сачувају ону независност, што су је задобили 1806. године; њима се није допадало да им се успоставља каква виша власт, а посебно да слушају прускога краља, кога су сматрали себи равног. Године 1813. да би немачке кнежеве увукли у савез, савезници су им уговорима обећали да ће им оставити државу и независност. Те независне државе нису могле образовати једну народну целину. Стога се дакле одустаде од намере да се поново ствара царство, које је Наполеон уништио, па се установи само једна конфедерација (Deutscher Bund, Немачки Савез), то јест један вечити савез између држава, с једном дијетом (Bundestag), то јест сталном конференцијом (скупом) изасланика свих држава.
Ето, то је дело Бечкога Конгреса, где су све европске владе биле заступљене. Оно је допуњено 1815. године, после другога пада Наполеонова. Не само да су предузете потребне мере, да се Француској одузме могућност да обнавља рат (одузимањем њенога освојења и стварањем према њој читавога појаса утврђења), него се покушало и да се убудуће спречи сваки рат уопште између владалаца. Метерник, који је тада управљао осталим државницима, радио је да протури, у XVIII столећу непознато начело, да сви владаоци саставе као једну велику породицу, и да је за све владе корисно да се узајамно потпомажу против њихових поданика и да своје међусобне спорове расправљају решењима изборних судова. Тада буде решено да се често држе конгреси, којима ће бити дужност да одржавају слогу између влада, а у исти мах л да предузимају што буде потребно против незадовољних народа. То је названо Метерниковим системом. Он је радио доста правилно за десетак година; дипломати су држали више конгреса и угушили више побуна; конгрес је послао аустријску војску да помогне неапољском краљу, а француску војску, да помогне краљу шпанском, обојици против њихових поданика.
Уговори од 1815. године остадоше као основица међународнога права кроз четрдесет година (до Кримскога Рата), и за то време у Европи није било великога рата. Дело Бечкога Конгреса уништено је између 1860. и 1870. године, али је сачуван обичај да се састају европски конгреси и идеја о изборном суду, који би могао у неколико спречавати ратове.

### Значај Бечког конгреса
Не узимајући у обзир све недостатке створенога поретка, Бечки конгрес за дуго обезбеди међународни мир у Европи. За четрдесет година Европа преживе три револуције (1820, 1830, 1848), али се између европских држава није нарушио мир. За ово време међународни је однос зависио од пет великих сила: Аустрије, Русије и Пруске, као апсолутних монархија, и Енглеске и Француске, као уставних монархија (пентархија). Између самих апсолутних монархија је било несугласности: Аустрија и Русија размимоилажаху се у погледима наспрам Турске; Русија се једно време примаче уставним монархијама и у наваринској бици руска, енглеска и француска морнарица победи Турке (1827), а осим тога се Аустрија и Пруска гложаху међу собом у Немачкој. Између Енглеске и Француске беше такође незадовољства, и то због утицања на западне државе другога степена, због превласти на Истоку и због насеобинских смерова. Ипак за прве половине XIX столећа између ових држава не дође до сукоба. Државе се, пак, другога степена вису могле слободно развијати, што је пентархија присвојила право мешања у њихове послове, а у смеру угушивања револуције. Једина Енглеска уста против овакве политике, али са главним чиниоцем овога мешања учини Света алијансија.

### Света алијансија
Прва мисао о Светој алијансији припада Александру I. Он је био васпитан у слободоумном француском духу, али га у доцнијим годинама обузе верско осећање, и чак поче сматрати борбу с Наполеоном као извршење посланства одозго. Стога по свршеном послу на Бечком конгресу, руски цар природно жељаше да учврсти творевине овога Конгреса и да предупреди међународну војну. Најбољу основу за то он налазаше у хришћанској вери, која проповеда братство код народа, чији су представници владари, као божји пуномоћници. У акту се свете алијансије, који састави сам Александар I, ставља владаоцима у дужност, очинско управљање поданицима и братско помагање између себе, што сасвим беше противно политичком учењу XVIII столећа. Тако су владари под верски штит скрили своју алијансију стварно против слободе свих народа, што се могло и одржавати само у доба реакције. Савезу прво приступе главни чланови Аустрија и Пруска, с којима је Русија везана заједничким пословима (Деоба Пољске и рат с Француском) и једнаким обликом државним. Савезу потом приступе и друге државе, осим нехришћанске Турске, папе, који себе истиче изнад других владалаца, и Енглеске, чији устав не допушта ступање у савез, који само владаоци склапају. Метернику се првобитно није допала Света алијансија, али се доцније вешто њом послужи за одржање поретка у Аустрији и угушивање народног покрета; а чак је убеђивао савезнике да је српски и грчки покрет у Турској наперен против законитог господара.
Бечки конгрес је почетак читавог низа конгреса (у Ахену, Тропави, Љубљани и Верони), који у духу Свете алијансије мирним путем решаваху међународна питања и усвајише начело мешања у послове других држава.. На ахенском конгресу (1818) је решено да се Француска ослободи окупације, а три су се друга конгреса занимала пословима у Шпанији и Италији, где су се десиле револуције око двадесетих година.

## Друга владавина

### Долазак на престо
Савезници опет поврате у Француску Бурбонце и закључе с Лујем XVIII нов (други париски) мир, по којем Француска би ограничена, обавезујући се да плати велику оштету и да пет година држи у себи неколико хиљаде војске. Французи сами кажу да су скупо платили једнодушном војском по свету разнесену славу, која би била трајнија да Наполеон бејаше мање себичан, мање славољубив и мање самовољан.
Исто су се тако споразумели да сŷзе и државне границе. Пруси и неке немачке државице хтели су, да се од Француске одузме Елзас, Лотрингија, па чак и Фландрија; од тих би се земаља имала створити једна држава за надвојводу Карла. Аустрија је захтевала да се бар поруше пограничне тврђаве. Енглеска влада и руски цар не пристадоше на то комадање, и све се сведе на то, да се одузму неколике тврђаве, Савоја и грофовина Ница (28. септембра 1815). Тај уговор, релативно повољан, тадашњи су Французи сматрали као ужасан; војвода Ришеље, који бејаше дошао да га прими, потписао га је „више мртав него жив“. Наполеонов повратак Француска плати једном милијардом франака и двогодишњом окупацијом, али се спасе од деобе.

### Француска 1815. године
Европу су преправиле четири велике силе, но у своју корист. У начелу је она требало да буде враћена у оно стање, у коме је била пре Револуције. Но у ствари једина Француска би сведена на своју област од 1792. године, а све остале велике државе изиђоше из те поправке увећане, или заокругљене на рачун малих држава, поглавито на рачун италијских република и немачких црквених државица, које је Наполеон био уништио и које више не бише обновљене. Пољска, издељена у време Револуције, остаде подељена између три велике силе на истоку, и само град Краков буде претворен у слободан, независан град.

### Друга рестаурација
Године 1815, пошто су избори вршени у време непријатељске поплаве и Белога Терора, ултра-роајалисти добише већину у Скупштини (То је била Chambre introuvable — јединствена скупштина); та већина хтеде да се општенародна добра поврате свештенству, да се државни дуг одрекне, да се либерални чиновници збаце и Универзитет затвори. Краљ је био томе противан, а доктринари, да, би сачували творевине из доба Револуције, стадоше на страну краљеве власти против скупштине. Скупштина је захтевала да краљ узме министарство из скупштинске већине, а доктринари су тврдили да је краљ слободан у избору министара. Роаје-Колар је 1816. год, говорио: „Онога дана кад би се влада састајала само из скупштинске већине, и кад би се увело то да она у ствари може отпуштати краљеве министре, било би свршено не само са уставом, него и са независним краљевством. Од тога дана ми бисмо имали републику". Скупштина је хтела оборити пореску стопу (цензус) на 50 динара, што би начинило два милиона бирача. А доктринари израдише да се стопа задржи на 300 динара, јер су за одбрану слободе имали више вере у виши грађански ред него у малопоседнике. Луј XVIII опрости се ултра-роајалиста изненадним распуштањем скупштине и издавањем наредбе, којом се враћао у живот изборни закон од 1814. године. Тим установе бише спасене, али народ остаде удаљен од политике и краљ задржа управу у својим рукама; — то спречи увођење владавине, која би била у истини парламентарна.
Између 1816. и 1820. године устав је правилно дејствовао; либерали су потресали земљу, склапали тајна друштва и војничке завере, писали брошуре и приређивали манифестације, — али су они у скупштини имали само неколико посланика. Ултра-роајалисти су тако исто сачињавали само једну малу групу. Два уставна средишта састављала су готово целу скупштину; министарство, које је краљ бирао, подржавала је већина, и то, министарство Деказово доктринари од 1816. до 1820. године (то је доба слободоумних поправака), а министарство Вилелово умерени роајалисти (десница) од 1820. до 1827. године (с поправкама се престаде, скупштина донесе чак и назадне законе, од којих неке одбаци Горњи Дом). Године 1827. удружише се сви противници Вилелова министарства и добише у Скупштини већину (360 против 70); Карло X није хтео министарство из левице, него га узе из центрове деснице (Мартињак); но то министарство напусти скупштинска већина.

### Странке за рестаурације
У Француској је за рестаурације била стална упорна борба између две јаке странке, од којих је једна представљала стару, дореволуциску Француску, а друга — нову Француску, која прође кроз револуцију и Наполеонову царевину. С Бурбонцима се врате избеглице, које мислише да је сада настало време враћања пређашњих повластица и имања и замењивање новога друштвенога поретка старим. Исто је овако мислило и духовништво. Наполеонов кондекс стави цркву у државну потчињеност и забрани монашке редове, што је све везивало духовништво за царевину; али је сада оно тежило за пређашњим својим утицајем на државну власт и на друштво, те у том смеру почне установљавати језуитски ред и нове конгрегације, које ће утицати и на владу и на народ,. Ове тежње емигрантске и духовничке наиђу на јак отпор код већине францускога народа. Успех се Наполеонове владе од сто дана и објашњава тим, што је народ гледао у њему спасиоца од повраћања старога поретка, а у том смислу неки на њега погледаху и после другога пада. Борба се између ове две, такорећи, странке уведе и у народно представништво и у штампу, али се и сами либерали у политичким односима делише на различне врсте. Већина је била за уставну монархију, премда једни, бојећи се револуције, беху за стару династију (доктринари, Гизо), а други су препоручивали за престо херцега Орлеанскога, сина Филипа Једнакога (Тјер). За првих су десет година рестаурације присталице династијске промене прибегавале тајним друштвима и заверама, с чим је често везивано Лафајетово име. У овим друштвима учествоваху и смањени републиканци и наполеонисти, који су маштали о установљавању царевине с Наполеоном II на челу, Наполеоновим сином, који је живео код деда у Аустрији под именом херцег Рајхштатски († 1832). Посебно су тадашњи завереници рачунали на незадовољство старих Наполеонових официра и војника, нарочито због тадашњих војничких револуција у Шпанији, Напуљу и Португалији, где је такође било и тајних друштава.

## Породично стабло
|  |                                                       |  |  |  |  |  |  |  |  |  |  |  |  |  |  |  |
|  | 16. Луј, француски дофен                              |  |  |  |  |  |  |  |  |  |  |  |  |  |  |  |
|  |                                                       |  |  |  |  |  |  |  |  |  |  |  |  |  |  |  |
|  |                                                       |  |  |  |  |  |  |  |  |  |  |  |  |  |  |  |
|  | 8. Луј, француски дофен                               |  |  |  |  |  |  |  |  |  |  |  |  |  |  |  |
|  |                                                       |  |  |  |  |  |  |  |  |  |  |  |  |  |  |  |
|  |                                                       |  |  |  |  |  |  |  |  |  |  |  |  |  |  |  |
|  | 17. Марија Ана од Баварске                            |  |  |  |  |  |  |  |  |  |  |  |  |  |  |  |
|  |                                                       |  |  |  |  |  |  |  |  |  |  |  |  |  |  |  |
|  |                                                       |  |  |  |  |  |  |  |  |  |  |  |  |  |  |  |
|  | 4. Луј XV                                             |  |  |  |  |  |  |  |  |  |  |  |  |  |  |  |
|  |                                                       |  |  |  |  |  |  |  |  |  |  |  |  |  |  |  |
|  |                                                       |  |  |  |  |  |  |  |  |  |  |  |  |  |  |  |
|  | 18. Виторио Амедео II од Сардиније                    |  |  |  |  |  |  |  |  |  |  |  |  |  |  |  |
|  |                                                       |  |  |  |  |  |  |  |  |  |  |  |  |  |  |  |
|  |                                                       |  |  |  |  |  |  |  |  |  |  |  |  |  |  |  |
|  | 9. Марија Аделаида Савојска                           |  |  |  |  |  |  |  |  |  |  |  |  |  |  |  |
|  |                                                       |  |  |  |  |  |  |  |  |  |  |  |  |  |  |  |
|  |                                                       |  |  |  |  |  |  |  |  |  |  |  |  |  |  |  |
|  | 19. Ана Марија Орлеанска                              |  |  |  |  |  |  |  |  |  |  |  |  |  |  |  |
|  |                                                       |  |  |  |  |  |  |  |  |  |  |  |  |  |  |  |
|  |                                                       |  |  |  |  |  |  |  |  |  |  |  |  |  |  |  |
|  | 2. Луј, француски дофен                               |  |  |  |  |  |  |  |  |  |  |  |  |  |  |  |
|  |                                                       |  |  |  |  |  |  |  |  |  |  |  |  |  |  |  |
|  |                                                       |  |  |  |  |  |  |  |  |  |  |  |  |  |  |  |
|  | 20. Рафал Лешћински                                   |  |  |  |  |  |  |  |  |  |  |  |  |  |  |  |
|  |                                                       |  |  |  |  |  |  |  |  |  |  |  |  |  |  |  |
|  |                                                       |  |  |  |  |  |  |  |  |  |  |  |  |  |  |  |
|  | 10. Станислав Лешћински                               |  |  |  |  |  |  |  |  |  |  |  |  |  |  |  |
|  |                                                       |  |  |  |  |  |  |  |  |  |  |  |  |  |  |  |
|  |                                                       |  |  |  |  |  |  |  |  |  |  |  |  |  |  |  |
|  | 21. Ана Јаблоновска                                   |  |  |  |  |  |  |  |  |  |  |  |  |  |  |  |
|  |                                                       |  |  |  |  |  |  |  |  |  |  |  |  |  |  |  |
|  |                                                       |  |  |  |  |  |  |  |  |  |  |  |  |  |  |  |
|  | 5. Марија Лешћинска                                   |  |  |  |  |  |  |  |  |  |  |  |  |  |  |  |
|  |                                                       |  |  |  |  |  |  |  |  |  |  |  |  |  |  |  |
|  |                                                       |  |  |  |  |  |  |  |  |  |  |  |  |  |  |  |
|  | 22. Јан Карол Опалињски                               |  |  |  |  |  |  |  |  |  |  |  |  |  |  |  |
|  |                                                       |  |  |  |  |  |  |  |  |  |  |  |  |  |  |  |
|  |                                                       |  |  |  |  |  |  |  |  |  |  |  |  |  |  |  |
|  | 11. Катарина Опалињска                                |  |  |  |  |  |  |  |  |  |  |  |  |  |  |  |
|  |                                                       |  |  |  |  |  |  |  |  |  |  |  |  |  |  |  |
|  |                                                       |  |  |  |  |  |  |  |  |  |  |  |  |  |  |  |
|  | 23. Софија Чарнковска                                 |  |  |  |  |  |  |  |  |  |  |  |  |  |  |  |
|  |                                                       |  |  |  |  |  |  |  |  |  |  |  |  |  |  |  |
|  |                                                       |  |  |  |  |  |  |  |  |  |  |  |  |  |  |  |
|  | 1. Луј XVIII                                          |  |  |  |  |  |  |  |  |  |  |  |  |  |  |  |
|  |                                                       |  |  |  |  |  |  |  |  |  |  |  |  |  |  |  |
|  |                                                       |  |  |  |  |  |  |  |  |  |  |  |  |  |  |  |
|  | 24. Јохан Георг III, изборник Саксоније               |  |  |  |  |  |  |  |  |  |  |  |  |  |  |  |
|  |                                                       |  |  |  |  |  |  |  |  |  |  |  |  |  |  |  |
|  |                                                       |  |  |  |  |  |  |  |  |  |  |  |  |  |  |  |
|  | 12. Август II Јаки                                    |  |  |  |  |  |  |  |  |  |  |  |  |  |  |  |
|  |                                                       |  |  |  |  |  |  |  |  |  |  |  |  |  |  |  |
|  |                                                       |  |  |  |  |  |  |  |  |  |  |  |  |  |  |  |
|  | 25. Ана Софија од Данске                              |  |  |  |  |  |  |  |  |  |  |  |  |  |  |  |
|  |                                                       |  |  |  |  |  |  |  |  |  |  |  |  |  |  |  |
|  |                                                       |  |  |  |  |  |  |  |  |  |  |  |  |  |  |  |
|  | 6. Август III од Пољске                               |  |  |  |  |  |  |  |  |  |  |  |  |  |  |  |
|  |                                                       |  |  |  |  |  |  |  |  |  |  |  |  |  |  |  |
|  |                                                       |  |  |  |  |  |  |  |  |  |  |  |  |  |  |  |
|  | 26. Кристијан Ернст, маркгроф од Бранденбург-Бајројта |  |  |  |  |  |  |  |  |  |  |  |  |  |  |  |
|  |                                                       |  |  |  |  |  |  |  |  |  |  |  |  |  |  |  |
|  |                                                       |  |  |  |  |  |  |  |  |  |  |  |  |  |  |  |
|  | 13. Кристијана Еберхардина од Бранденбург-Бајројта    |  |  |  |  |  |  |  |  |  |  |  |  |  |  |  |
|  |                                                       |  |  |  |  |  |  |  |  |  |  |  |  |  |  |  |
|  |                                                       |  |  |  |  |  |  |  |  |  |  |  |  |  |  |  |
|  | 27. Софија Лујза од Виртемберга                       |  |  |  |  |  |  |  |  |  |  |  |  |  |  |  |
|  |                                                       |  |  |  |  |  |  |  |  |  |  |  |  |  |  |  |
|  |                                                       |  |  |  |  |  |  |  |  |  |  |  |  |  |  |  |
|  | 3. Марија Јозефа од Саксоније                         |  |  |  |  |  |  |  |  |  |  |  |  |  |  |  |
|  |                                                       |  |  |  |  |  |  |  |  |  |  |  |  |  |  |  |
|  |                                                       |  |  |  |  |  |  |  |  |  |  |  |  |  |  |  |
|  | 28. Леополд I, цар Светог римског царства             |  |  |  |  |  |  |  |  |  |  |  |  |  |  |  |
|  |                                                       |  |  |  |  |  |  |  |  |  |  |  |  |  |  |  |
|  |                                                       |  |  |  |  |  |  |  |  |  |  |  |  |  |  |  |
|  | 14. Јозеф I Хабзбуршки                                |  |  |  |  |  |  |  |  |  |  |  |  |  |  |  |
|  |                                                       |  |  |  |  |  |  |  |  |  |  |  |  |  |  |  |
|  |                                                       |  |  |  |  |  |  |  |  |  |  |  |  |  |  |  |
|  | 29. Елеонора-Магдалена Нојбуршка                      |  |  |  |  |  |  |  |  |  |  |  |  |  |  |  |
|  |                                                       |  |  |  |  |  |  |  |  |  |  |  |  |  |  |  |
|  |                                                       |  |  |  |  |  |  |  |  |  |  |  |  |  |  |  |
|  | 7. Марија Јозефа од Аустрије                          |  |  |  |  |  |  |  |  |  |  |  |  |  |  |  |
|  |                                                       |  |  |  |  |  |  |  |  |  |  |  |  |  |  |  |
|  |                                                       |  |  |  |  |  |  |  |  |  |  |  |  |  |  |  |
|  | 30. Јохан Фридрих, војвода од Брауншвајг-Линебурга    |  |  |  |  |  |  |  |  |  |  |  |  |  |  |  |
|  |                                                       |  |  |  |  |  |  |  |  |  |  |  |  |  |  |  |
|  |                                                       |  |  |  |  |  |  |  |  |  |  |  |  |  |  |  |
|  | 15. Вилхелмина Амалија од Брауншвајг-Каленберга       |  |  |  |  |  |  |  |  |  |  |  |  |  |  |  |
|  |                                                       |  |  |  |  |  |  |  |  |  |  |  |  |  |  |  |
|  |                                                       |  |  |  |  |  |  |  |  |  |  |  |  |  |  |  |
|  | 31. Бенедикта Хенријета Палатинска                    |  |  |  |  |  |  |  |  |  |  |  |  |  |  |  |
|  |                                                       |  |  |  |  |  |  |  |  |  |  |  |  |  |  |  |
|  |                                                       |  |  |  |  |  |  |  |  |  |  |  |  |  |  |  |